# Subsidență

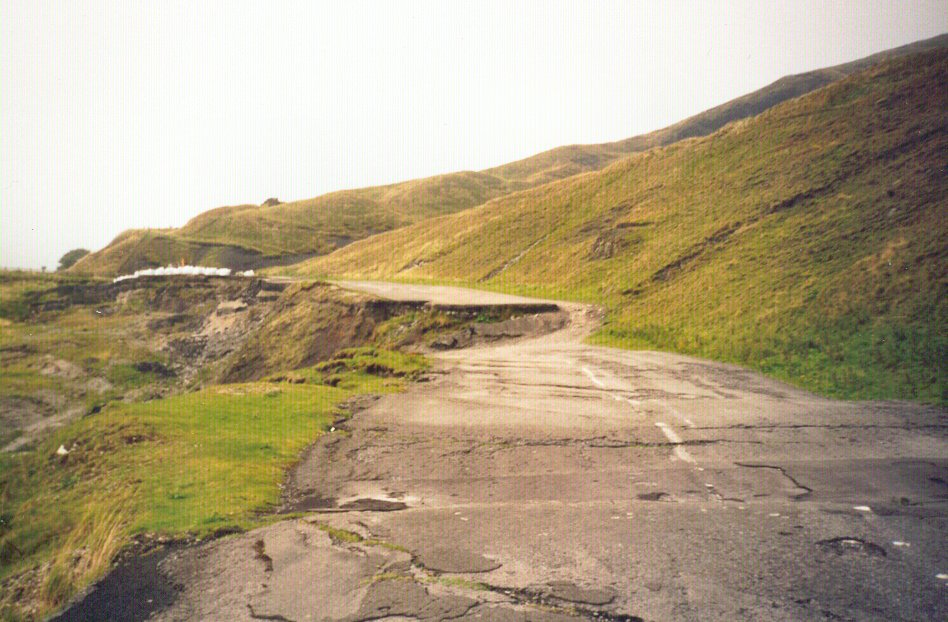
Un drum afectat de procesul de subsidență, lângă Castleton, Derbyshire

Subsidența este, în geologie, un proces prin care are loc coborârea succesivă a scoarței terestre, cel mai frecvent în bazinele de sedimentare. Poate fi cauzată de procese naturale (carst, dezghețarea permafrostului, formarea faliei) sau ca urmare a intervenției umane (minerit, extracție de resurse naturale din sol, precum gaze naturale sau petrol).